# A Lenda de Zeta e Ozz
A Lenda de Zeta e Ozz (La Leyenda de Zeta & Ozz), é uma minissérie animada co-produzida pelo Cartoon Network com as chilenas, Punkrobot Studio, Niño Viejo e Typpo. A minissérie é resultado de um acordo entre o Cartoon Network e as três produtoras chilenas em 2017 e foi apresentada aos fãs na edição 2018 do Festival de animação, Chilemonos. A Lenda de Zeta e Ozz foi criada por Bambú Orellana, Leo Beltrán e Pato Escala e estreou no dia 18 de fevereiro de 2019 no Cartoon Network Brasileiro. Ao todo, são 10 curtas de 15 segundos e 10 curtas de três minutos de duração.

## Sinopse
A Lenda de Zeta & Ozz conta a história de dois melhores amigos: Zeta e Ozz. Juntos, eles compartilham o desejo de serem reconhecidos e idolatrados. Com o objetivo de provar que são os melhores em tudo, os dois viajam pela Lua Dourada e se envolvem em diversos problemas.

## Episódios
A pré-estreia brasileira aconteceu nas redes sociais do Cartoon Network (Brasil) em 17 de fevereiro de 2019. Já a estréia televisiva aconteceu em 18 de fevereiro de 2019, às 20h.
| Número do Episódio | Título                       | Direção e Storyboard | Exibição                |
| --- | ---------------------------- | -------------------- | ----------------------- |
| 1 | "O Pote da Morte (BR)"       | Ignacio Alveal       | 18 de fevereiro de 2019 |
| Zeta e Ozz ficam sabendo de um concurso anual para abrir o pote com a tampa mais apertada do mundo. Confiantes de que são os únicos capazes de fazer isso, eles decidem mostrar a cada adversário que são os melhores abridores de pote de todos os tempos. |                              |                      |                         |
| 2 | "A Melhor Van de Todas (BR)" | Ignacio Alveal       | 18 de fevereiro de 2019 |
| Enquanto Zeta e Ozz limpam sua van, seus velhos "iniamigos" Zuke e Omar estacionam ao lado deles. Embora a van deles pareça muito mais moderna e tecnológica, Zeta e Ozz estão decididos a provar que a deles é a melhor de todas.                          |                              |                      |                         |
| 3 | "O Mestre do Spinner (BR)"   | Ignacio Alveal       | 19 de fevereiro de 2019 |
| Zeta e Ozz vão a uma loja de conveniência no meio da estrada e Zeta descobre que Ozz escondeu seu passado como um habilidoso jogador de spinner. Agora, eles deverão se unir e encarar Kuma, o antigo inimigo de Ozz no spinner.                            |                              |                      |                         |
| 4 | "O Melhor Chefe (BR)"        | Ignacio Alveal       | 19 de fevereiro de 2019 |
| Zeta e Ozz encontram uma caneca que diz "Melhor chefe do mundo" no meio do deserto e Zeta a leva a sério demais. Agora, ele não para de dar ordens a Ozz para construir uma estátua gigante em sua homenagem, como o melhor chefe de todos os tempos.       |                              |                      |                         |
| 5 | "Lã Sagrada (BR)"            | Ignacio Alveal       | 20 de fevereiro de 2019 |
| Zeta e Ozz são chamados por sua amiga Iggy para ir a Meowtropolis, o reino da gata. Ao lado do Primeiro Meownister, ela precisa de ajuda para solucionar um terrível mistério: alguém sequestrou o rei e levou as Bolas Sagradas de Lã!                     |                              |                      |                         |
| 6 | "Haley (BR)"                 | Ignacio Alveal       | 20 de fevereiro de 2019 |
| Zeta e Ozz conhecem Haley, a garota mais descolada que já viram. No início, os três se divertem muito juntos, mas Zeta e Ozz logo começam a competir e a tentar transformar Haley em sua própria melhor amiga.                                              |                              |                      |                         |
| 7 | "1001 Sabores (BR)"          | Ignacio Alveal       | 21 de fevereiro de 2019 |
| Zeta e Ozz assistem a um comercial que os desafia a provar todos os 1001 sabores de sorvete de uma sorveteria. Dispostos a cumprir a missão, eles entram na sorveteria e devoram tudo que veem pela frente.                                                 |                              |                      |                         |
| 8 | "O Tag (BR)"                 | Ignacio Alveal       | 21 de fevereiro de 2019 |
| Zeta e Ozz estão em Graffiti City admirando o último outdoor que sobrou da época em que eles formavam uma banda de rock. Mas, de repente, o dia é arruinado quando o Rei Banksso, um famoso grafiteiro, pinta todo o outdoor.                               |                              |                      |                         |
| 9 | "Dia De Praia (BR)"          | Ignacio Alveal       | 22 de fevereiro de 2019 |
| Zeta e Ozz tentam dar um tempo da competitividade e tiram um dia na praia. Mas Zeta não consegue deixar seu espírito competitivo de lado e transforma qualquer atividade num novo desafio.                                                                  |                              |                      |                         |
| 10 | "Tudo por Dinheiro (BR)"     | Ignacio Alveal       | 22 de fevereiro de 2019 |
| Zeta e Ozz estão loucos para assistir a uma luta dos seus lutadores favoritos, mas não têm dinheiro para comprar os ingressos. Assim, eles tentarão usar a van para fazer diferentes trabalhos e juntar o dinheiro que precisam.                            |                              |                      |                         |

## Lista de Curtas
| Número | Título                                 | Direção e Storyboard | Exibição                |
| ------ | -------------------------------------- | -------------------- | ----------------------- |
| 1      | "Ka - Chi - Pun I: Mega Explosão (BR)" | Ignacio Alveal       | 18 de fevereiro de 2019 |
| 2      | "Ka - Chi - Pun II: Portal (BR)"       | Ignacio Alveal       | 18 de fevereiro de 2019 |
| 3      | "O Último pedaço de Pizza (BR)"        | Ignacio Alveal       | 19 de fevereiro de 2019 |
| 4      | "Estilos de Música (BR)"               | Ignacio Alveal       | 19 de fevereiro de 2019 |
| 5      | "A fogueira (BR)"                      | Ignacio Alveal       | 20 de fevereiro de 2019 |
| 6      | "Sons Legais (BR)"                     | Ignacio Alveal       | 20 de fevereiro de 2019 |
| 7      | ""O Espirro (BR)"                      | Ignacio Alveal       | 21 de fevereiro de 2019 |
| 8      | "Concurso de Comida (BR)"              | Ignacio Alveal       | 21 de fevereiro de 2019 |
| 9      | "Bolhas (BR)"                          | Ignacio Alveal       | 22 de fevereiro de 2019 |
| 10     | "Banda de Rock (BR)"                   | Ignacio Alveal       | 22 de fevereiro de 2019 |